# Maria Pinigina
Maria Dzjoemabajevna Pinigina (Russisch: Мария Джумабаевна Пинигина) (Ivanovka (Kirgizië) (Kirgizische Socialistische Sovjetrepubliek), 9 februari 1958) is een voormalige Russische atlete die was gespecialiseerd op de 400 m. Ze op deze discipline Europees kampioene en zevenmaal Sovjet kampioene (in- en outdoor). Haar grootste prestatie leverde ze op de estafetteloop. Hiermee werd ze olympisch kampioene en heeft sinds 1988 het wereldrecord in handen op deze discipline. Op internationale wedstrijden kwam ze uit voor de Sovjet-Unie en trainde bij Spartak in Kiev.
Pinigina nam deel aan de Olympische Spelen van 1988 in Seoel. Hier won ze op 1 oktober 1988 een gouden medaille op de 4 x 400 m estafette met haar teamgenoten Tatjana Ledovskaja, Olga Nazarova, Olga Bryzgina. Het team verbeterde het wereldrecord naar 3.15,17 minuten wat nog altijd niet is verbroken (peildatum maart 2008).
Op de wereldkampioenschappen atletiek 1983 in Helsinki won ze een bronzen medaille. Met een PR-tijd van 49,19 seconden finishte ze achter de Tsjechen Jarmila Kratochvílová (goud; 47,99) en Tatána Kocembová (zilver; 48,59).
Haar beste indoor prestatie leverde ze in 1987. Op het EK indoor in het Franse Liévin versloeg ze met een tijd van 51,27 s de West-Duitse Gisela Kinzel (zilver; 52,29) en de Spaanse Gisela Kinzel (brons; 52,63).

## Titels
- Olympisch kampioene 4 x 400 m - 1988
- Europees kampioene 400 m (indoor) - 1987
- Sovjet kampioene 400 m (indoor) - 1979, 1983, 1987
- Sovjet kampioene 400 m (outdoor) - 1978, 1979, 1983, 1986

## Persoonlijke records
Outdoor
| Onderdeel | Prestatie | Datum             | Plaats   |
| --------- | --------- | ----------------- | -------- |
| 200 m     | 23,08 s   | 11 september 1976 | Erfurt   |
| 400 m     | 49,19 s   | 10 augustus 1983  | Helsinki |

Indoor
| Onderdeel | Prestatie | Datum            | Plaats |
| --------- | --------- | ---------------- | ------ |
| 400 m     | 51,27 s   | 22 februari 1987 | Liévin |

## Palmares

### 400 m
- 1978: 4e EK indoor - 54,77 s
- 1978: 4e EK - 51,25 s
- 1979:  Universiade - 50,35 s
- 1979:  Wereldbeker - 50,60 s
- 1979:  Europacup - 49,63 s
- 1983:  Universiade - 50,47 s
- 1983:  WK - 49,19 s
- 1983:  Europacup - 49,63 s
- 1986:  Goodwill Games - 50,29 s
- 1987:  EK indoor - 51,27 s
- 1987:  Europacup - 50,46 s
- 1987: 4e WK - 50,53 s

### 4 x 400 m estafette
- 1983:  WK - 3.21,16
- 1987:  WK - 3.19,50
- 1978:  EK - 3.22.53
- 1988:  OS - 3.15.18 (WR)

1972: Käsling, Kühne, Seidler, Zehrt ·
1976: Maletzki, Rohde, Streidt, Brehmer ·
1980: Prorotsjenko, Gojsjtsjik, Zjoeskova, Nazarova ·
1984: Leatherwood, Howard, Brisco-Hooks, Cheeseborough ·
1988: Ledovskaja, Nazarova, Pinigina, Bryzgina ·
1992: Roezina, Dzjigalova, Nazarova, Bryzgina ·
1996: Stevens, Malone, Graham, Miles ·
2000: Miles Clark, Hennagan, Colander, Anderson ·
2004: Trotter, Henderson, Richards, Hennagan ·
2008: Wineberg, Felix, Henderson, Richards ·
2012: Trotter, Felix, McCorory, Richards-Ross ·
2016: Okolo, Hastings, Francis, Felix ·
2020: McLaughlin, Felix, Muhammad, Mu ·
2024: Little, McLaughlin-Levrone, Thomas, Holmes